# 1062
Високе Середньовіччя  •  Золота доба ісламу  •  Реконкіста  •  Київська Русь

## Геополітична ситуація
Візантію очолює Костянтин X Дука. Малолітній Генріх IV є королем Німеччини, а малолітній Філіп I — королем Франції.
Апеннінський півострів розділений між численними державами: північ належить Священній Римській імперії, середню частину займає Папська область, південна частина півострова належить частково Візантії, а частково окупована норманами. Південь Піренейського півострова займають численні емірати, що утворилися після розпаду Кордовського халіфату. Північну частину півострова займають християнські Кастилія, Леон (Астурія, Галісія), Наварра, Арагон та Барселона. Едвард Сповідник править Англією, Гаральд III Суворий є королем Норвегії, а Свейн II Данський — Данії.
У Київській Русі триває княжіння Ізяслава Ярославича. У Польщі княжить Болеслав II Сміливий. У Хорватії править Петар Крешимир IV. На чолі королівства Угорщина стоїть Бела I.
Аббасидський халіфат очолює аль-Каїм, в Єгипті владу утримують Фатіміди, у Магрибі почалося піднесення Альморавідів, у Середній Азії правлять Караханіди, Хорасан окупували сельджуки, а Газневіди втримують частину Індії. У Китаї продовжується правління династії Сун. Значними державами Індії є Пала, Чола. В Японії триває період Хей'ан.

## Події
- Анна Ярославна після смерті колишнього чоловіка короля Генріха стала дружиною графа Рауля де Крепі-і-Валуа.
- Теодосія Печерського поставлено ігуменом Києво-Печерського монастиря.
- Митрополитом Київським став Георгій († 1079).
- У Німеччині стався переворот. Малолітнього короля Генріха IV викрали у матері, Агнес де Пуатьє. Регентами в імперії стали Анно II Кельнський та Адальберт Бременський.
- Антипапа Гонорій II захопив Рим.
- Рожер I, отримавши від Роберта Гвіскара інвеституру на Сицилію, переправився на острів і потрапив в облогу.
- Венеція захопила місто Задар у Далмації.
- Данці програли норвежцям жорстокий бій біля острова Ніссан, однак норвезький король Гаральд III Суворий не зміг підкорити собі Данію.
- У Фатімідському Єгипті почалися негаразди. З 1062 по 1066 рік змінилося 22 візирі.
- Династією Альморавідів засновано місто Марракеш (Марокко).
- У Японії завершилася Дев'ятирічна війна — бунт самураїв у провінції Муцу.